# Perosinho
Perosinho is een plaats (freguesia) in de Portugese gemeente Vila Nova de Gaia en telt 5950 inwoners (2001).

## Geboren
- Vanessa Fernandes (14 september 1985), triatlete